# Аббаси, Рез
Ре́з Абба́си (англ. Rez Abbasi; род. 27 августа 1965, Карачи, Пакистан) — известный американский джазовый гитарист, композитор и продюсер, музыкальный педагог, джазмен.

## Биография
Аббаси родился в Карачи, Пакистан. Когда ему было четыре года, его семья переехала в Лос-Анджелес, а в одиннадцать он начал учиться игре на гитаре. Ранние подростковые годы он провёл, играя в рок-группах. Вдохновлённый концертом с участием вокалистки Эллы Фицджеральд и гитариста Джо Пасса, он начал заниматься джазом и классической музыкой. Аббаси изучал игру на гитаре в Университете Южной Калифорнии и Манхэттенской музыкальной школе.
После выпуска в 1989 году он провёл пару месяцев в Индии, изучая  табла с Алла Раха, что вызвало интерес к музыке Индии и Пакистана.
Он отправился в Индию, чтобы учиться у мастера таблы Ustad Alla Rakha, чтобы разработать стиль фьюжн Восток-Запад. Однако, как он сказал журналу «Guitar Player»: «Я никогда не изучал ситар или сарод, потому что, чтобы действительно научиться играть на любом из них, мне пришлось бы отдать всё остальное. Итак, я изучил некоторые приёмы на том, что можно было бы назвать джазовым уличным уровнем. Я находился под влиянием рок-н-ролла, джаза и другой музыки с детства».
Он был членом Indo-Pak Coalition и Dakshani, двух групп, возглавляемых саксофонистом Рудреш Махантхаппа, а также играл и аранжировал певца Киран Ахлувалия. Он также работал с Билли Хартом, Д. Д. Джексон, Дэйв Либман, Дэйв Пьетро, Гэри Томас, Гэри Версаче, Кенни Вернер, Марвин Smith, Rick Margitza, Sunny Jain, Tim Hagans и Tony Malaby.

## Дискография

### В качестве лидера
- Рез Аббаси (самостоятельный выпуск, 1993 г.)
- «Третье ухо» (Катексис, 1995)
- «Современная память» (Катексис, 1998)
- «Вне тела» (String Jazz, 2002)
- «Заклинатель змей» (Звуки Земли, 2005)
- «Базар» (Зохо, 2006)
- Things to Come (Sunnyside, 2009)
- «Естественный отбор» (Саннисайд, 2010 г.)
- «Суно Суно» (Enja, 2011)
- «Непрерывный ритм» (Enja, 2012)
- «За вибрацией» (Кинопись, 2016)
- «Нефильтрованная вселенная» (Whirlwind, 2017)
- «Бросок игральной кости» (Whirlwind, 2019)
- «Джанго-Шифт» (Вихрь, 2020)
- «Оазис» с Изабель Оливер (Enja, 2020)

### В качестве гостя
- Киран Ахлувалиа, «Аам Замин: Общая земля» (самостоятельно выпущен в 2011 г.)
- Киран Ахлувалия, «Жажда странствий» (World Connection, 2007)
- Майк Кларк, «Карнавал души» (Owl Studios, 2010)
- Санни Джейн, «Фестиваль манго» (Zoho, 2004)
- Рудреш Махантхаппа, «Родственники» (Пи, 2008)
- Рудреш Махантхаппа, «Апти» (Innova, 2008)
- Дэйв Пьетро, «The Chakra Suite» (Challenge, 2008)
- Адам Рудольф, «Обращение к свету» (Cuneiform, 2015)